# 전주우아중학교
전주우아중학교(全州牛牙中學校)는 대한민국 전북특별자치도 전주시 덕진구 우아동3가에 있는 공립 중학교이다.

## 학교 연혁
- 1983년 12월 28일 : 「전라여자중학교」 설립인가(18학급)
- 1984년 3월 2일 : 개교 및 제1회 입학식(6학급)
- 2000년 3월 1일 : 「전주우아중학교」로 교명 변경(남녀공학)
- 2022년 9월 1일 : 제15대 하영민 교장 부임
- 2024년 1월 5일 : 제38회 졸업식(졸업생 135명, 총 12,154명 졸업)
- 2024년 3월 1일 : 전체 16학급 편성(특수학급 포함)

## 참고 자료
- 전주우아중학교 - 한국교육학술정보원 학교알리미